# Outlaw Volleyball
Outlaw Volleyball est un jeu vidéo de volley-ball développé par Hypnotix, sorti en 2003 sur PlayStation 2 et Xbox.

## Accueil
- Jeuxvideo.com : 10/20[1]